# Фултон (Индијана)
Фултон (енгл. Fulton) град је у америчкој савезној држави Индијана.

## Демографија
По попису из 2010. године број становника је 333, што је 7 (2,1%) становника више него 2000. године.
| Група             | 2000.       | 2010.       |
| Белци             | 325 (99,7%) | 325 (97,6%) |
| Афроамериканци    | 0 (0,0%)    | 0 (0,0%)    |
| Азијати           | 0 (0,0%)    | 0 (0,0%)    |
| Хиспаноамериканци | 0 (0,0%)    | 7 (2,1%)    |
| Укупно            | 326         | 333         |